# Anuța Cătună
Anuța Cătună, romunska atletinja, * 1. oktober 1968, Lunca Ilvei, Romunija.
Nastopila je na poletnih olimpijskih igrah v letih 1996 in 2000, leta 1996 je zasedla 44. mesto v maratonu. Na svetovnih prvenstvih je osvojila srebro medaljo v isti disciplini leta 1995. Leta 1991 je osvojila Leipziški maraton, leta 1996 pa New Yorški maraton.